# Ivor Thord-Gray
Ivor Thord-Gray, ursprungligen Thord Ivar Hallström, född 17 april 1878 på Södermalm i Stockholm, död 18 augusti 1964 i Coral Gables, Florida, var en svensk-amerikansk etnolog, språkforskare, äventyrare och legosoldat. Han deltog i 13 olika krig och blev under sin livstid brittisk överstelöjtnant, rysk generalmajor och amerikansk generalmajor.
Det har hävdats att Ivor Thord-Gray bidrog med inspiration till den litterära figuren Tarzan, något som dock också har ifrågasatts.

## Biografi
Thord Ivar Hallström var son till folkskolläraren August Hallström och dennes hustru Hilda samt bror till konstnären Gunnar Hallström och arkeologen Gustaf Hallström. Han gick med i handelsflottan i unga år och tillbringade några år till sjöss innan han kring december 1895 hamnade i Sydafrika. Här bytte han namn till Ivor Thord-Gray och tog värvning i den brittiska armén.
Han gifte sig första gången i mars 1904 med Edith Kemper-Voss och de fick sonen George. Äktenskapet upplöstes 1908. Tiden 1917–1921 sammanlevde han med Isabel Barr och de fick sonen Angus. I mars 1922 var han en kort tid gift med Belle Scott. Han gifte sig i januari 1926 med Josephine Toerge-Schaefer, som från tidigare äktenskap hade barnen Edward och Frances och som tog efternamnet Thord-Gray. Det fjärde äktenskapet ingicks den 11 juni 1933 med Winnifred Alice Ingersoll. De levde sedan samman fram till hennes död 1960.

### Militärtiden
Han tjänstgjorde i 12 år i Sydafrika och deltog bland annat i fälttågen mot Bechuanaland 1897, Pondoland 1897, Andra boerkriget 1899–1902 samt fälttåget i Damara i Tyska Sydvästafrika och Zululand 1906. Under denna tid befordrades han flera gånger och blev ryttmästare i den brittiska armén 1906.
Under sin tid i Sydafrika fick Thord-Gray ett uppdrag som eventuellt kan ha inspirerat Edgar Rice Burroughs när han skapade "Tarzan". En flock babianer hade härjat bland flera odlingar och Thord-Gray skickades ut att ta hand om dem. Under jakten hamnade flocken i en trång dalgång. Hela flocken lyckades undkomma genom att klättra upp för bergväggen, förutom en hårlös liten unge. Denna unge visade sig vara ett människobarn som försvunnit i trakten några år tidigare och uppfostrats av babianerna. 1906 blev Thord-Gray intervjuad av en journalist på Hotel Mount Nelson i Kapstaden, och återberättade då händelsen.
År 1906 tjänstgjorde han en kort period på Mindanao i Filippinerna och stred sedan med Förenta staternas främlingslegion i Tonkin 1909. Efter en kort period för den italienska armen i strider kring Tripolis 1911 återvände han till Asien för att strida under Sun Yat-sen i Kina 1912. År 1913 reste Thord-Gray till Mexiko för att delta i revolutionen på Pancho Villas sida. Sedermera bytte han 1914 sida och stred nu för Venustiano Carranza där han blev stabschef under general Alvaro Obregon. Han blev då överste i den mexikanska armén. I Mexiko var han känd som "El Sueco", och det finns ett samhälle El Sueco i norra Mexiko som sannolikt är uppkallat efter honom, som erkännande för hans insatser i revolutionen.
Under första världskriget tjänstgjorde han sedan som brittisk militär vid västfronten. Han utnämndes till major i den brittiska armén 28 oktober 1914 och ställföreträdande chef för 15th Battalion Northumberland Fusiliers. Han blev överstelöjtnant den 18 juni 1915. Thord-Gray kommenderade 11 Battalion Northumberland Fusiliers 1915 och 1/26th Battalion Royal Fusiliers 1916. Han permitterades från fronten 1917 på grund av sjukdom.
Senare samma år kommenderade han den brittisk-amerikanska brigaden i volontärdivisionen Theodore Roosevelt som emellertid aldrig sattes in i strid. Därefter tjänstgjorde han 1918 som informationschef (täckbenämning för underrättelseofficer) vid den kanadensiska expeditionskåren till Ryssland. På begäran av Koltjaks regering blev han i februari 1919 ställföreträdande chef för den första sibiriska stormdivisionen där han deltog som generalmajor i den Vita armén under ryska inbördeskriget. Han skottskadades vid frontstriderna den 15 september 1919 och utnämndes till rysk generalmajor den 29 november 1919. Under denna tid var han Koltjaks representant hos den Allierade interventionskåren i Vladivostok. Den 3 februari 1920 lämnade Thord-Gray Ryssland.
År 1925 flyttade Thord-Gray till USA och New York där han etablerade sig som bankir och blev amerikansk medborgare 1934. Han flyttade sedan till Florida där han 1935 utnämndes till amerikansk generalmajor. Under andra världskriget höll han sig på hemmaplan i USA och organiserade milisen och kustbevakningen för att kunna förhindra att tyska agenter landsattes från ubåtar.

### Senare liv
Thord-Gray tillbringade många somrar i Furusund i Stockholms skärgård och var där granne med Astrid Lindgren. År 1923 skrev han Från Mexicos forntid: bland tempelruiner och gudabilder, en bok om mexikansk arkeologi.. Han slog världsrekord i bågskytte 1927, vid 48 års ålder. År 1955 skrev Thord-Gray det stora lingvistiska verket Tarahumara-English Dictionary. Tarahumara, eller Rarámuri, är ett ursprungsfolk i Mexiko och Thord-Gray hade tarahumara-spejare med sig under tiden i Mexiko. Tiden i Mexiko beskrev han i sin bok Gringo Rebel: Mexico 1913–1914 som kom ut 1960 i USA och 1961 i Sverige som Gringo bland rebeller: en svensk i Mexico 1913–1914.
Ivor Thord-Gray avled 1964 i Florida. Han är gravsatt på Sandsborgskyrkogården i Stockholm.